# Joel Madden
Joel Madden, születési nevén Joel Ryan Reuben Combs (Waldorf, Maryland, USA, 1979. március 11. –) a Good Charlotte amerikai együttes frontembere.

## Ifjúkora
Joel középosztálybeli, ír–amerikai családban született a marylandi Waldorfban. Egypetéjű ikertestvére Benji Madden, aki szintén a Good Charlotte tagja. Van még egy bátyja: Josh, és egy húga: Sarah. Középiskolai éveit a La Plata High Schoolban töltötte, a marylandi La Platában. Amikor 15 éves volt, az apjuk elhagyta a családot, amivel elég nagy pénzügyi nehézségeket okozott a négy gyermekét egyedül nevelő anyának. Különféle állásokat vállalt, hogy segíteni tudjon a neki (pl. Benjivel sokáig egy fodrászszalonban az emberek haját mosták). 20 éves korában megváltoztatta a családnevét az apja nevéről (Combs), az anyja leánykori nevére (Madden). Mint később elmondta ezt azért tette, hogy a családját elhagyó apára semmi sem emlékeztesse.

## Good Charlotte
Joel és Benji Madden 1996-ban egy Beastie Boys-koncert hatására alapította meg zenekarát, bár addig egyikük sem játszott semmilyen hangszeren. Benji gitárórákat vett, Joel pedig énekelni tanult. Az ikrekhez csatlakozott néhány iskolatársuk, Paul Thomas (basszusgitár), Aaron Escolopio (dobok) és később Billy Martin (gitár), majd miután egy mesekönyv címét lekoppintva kitalálták nevüket, megtartották első koncertjüket a szomszéd pincéjében. Csak saját számokat játszottak, mert nem voltak elég képzettek ahhoz, hogy másokét el tudják játszani. Ezután felvették első demójukat és elküldték az alábbi üzenettel: „Mi vagyunk a Good Charlotte. Ha most leszerződtettek, sokkal olcsóbban ússzátok meg, mintha várnátok.”
Bár nem kapkodtak utánuk a kiadók, ez nem vette el a kedvüket. Miután az ikrek 1997-ben leérettségiztek, és az alkalomra anyjuktól kaptak egy repülőjegyet Kaliforniába, elzarándokoltak a 924 Gilman Street nevű klubba, ahonnan egykor nagy példaképük, a Green Day is indult. Visszatérve Annapolisba költöztek, és alkalmi munkákból éltek, majd miután Can’t Go On című számukkal megnyertek egy helyi tehetségkutató versenyt, koncertezni kezdtek a Lit nevű bandával. 2000-ben megjelent saját nevüket viselő első lemezük az Epicnél. A csapat egy évig megállás nélkül turnézott, melynek során eljutottak Ausztráliába és Új-Zélandra is.
Az MTV felfigyelt rájuk, és játszani kezdte a Little Things, Motivation Proclamation és Festival Song című számaikat. 2002 nyarán Benji és Joel házigazdái voltak a zenecsatorna All Things Rock show-jának. Ugyanebben az évben megjelent The Young and the Hopeless című lemezük, amely a Lifestyles of the Rich and Famous és a The Anthem című slágereknek köszönhetően a fiúk már a világhír kapujában álltak. A lemez megjelenése előtt Aaron kilépett a csapatból, és helyére Chris Wilson került. Már az új felállásban és már, mint a Blink-182 és a Sum 41 mellett a világ egyik leghíresebb pop-punk bandája, felléptek a Warped Touron, majd megállás nélkül turnézták végig a következő két évet. 2004-ben a The Chronicles of Life and Death lemezzel tértek vissza, melynek egyik legnagyobb slágere az I Just Wanna Live című szám volt. Májusban Chris Wilson, egészségi problémák miatt kiszállt a csapatból, helyét jelenleg Dean Butterworth tölti be, aki eddig Morrisey csapatában volt.

## Más projektek
- Szerepelt a 2004-es Fat Albert című filmben, és Benjivel együtt szerepeltek a Material Girlsben.
- Megalapította testvéreivel – Benjivel és Joshsal – a saját ruhamárkáját a MADE Clothingot, majd 2006-ban ezt átkeresztelték a DCMA Collective névre.
- 2007 novemberében Nicole Richie és Madden létrehozták a The Richie Madden Children Foundationt, amely a rászolú anyáknak nyújt segítséget.

## Magánélete
Madden és Nicole Richie (Lionel Richie örökbefogadott lánya) 2006 decembere óta egy pár. 2007. július 31-én bejelentették egy Diane Sawyerrel való megbeszélésben, hogy Nicole gyermeket vár. Richie és a baba kedvéért Joel még a dohányzást is abbahagyta. Richie 2008. január 11-én világra hozta a lányukat, Harlow Winter Kate Maddent, a Cedars-Sinai Medical Centernél Los Angelesben, majd 2009. szeptember 9-én megszületett második gyermekük is, Sparrow James Midnight Madden. Nicole és Joel 2010. december 11-én örök hűséget esküdtek egymásnak. Jelenleg Kaliforniában élnek.